# Urbana (Illinois)
Urbana  è una città degli Stati Uniti d'America, capoluogo della Contea di Champaign, nello Stato dell'Illinois.
Al censimento del 2010 possedeva una popolazione di 41 250 abitanti. La città è stata fondata nel 1833.
È sede dell'Università dell'Illinois.

## Nella cultura popolare
Nel film 2001: Odissea nello spazio, HAL 9000 dichiara di essere entrato in funzione per la prima volta a Urbana, probabilmente alludendo all'Università dell'Illinois, anticipando di oltre 15 anni quella che poi diverrà la sede della NCSA.